# Aavo Pikkuus
Aavo Pikkuus (n. 23 noiembrie 1954, Kapera⁠(d), Võru Rural Municipality⁠(d), Võru maakond, Estonia) este un ciclist estonian, medaliat olimpic. A participat la o ediție a Jocurilor Olimpice (1976) în care a câștigat o medalie de aur.

## Participări
Lista de mai jos prezintă principalele competiții la care a participat Aavo Pikkuus de-a lungul carierei.
- cycling at the 1976 Summer Olympics – men's team time trial[*]